# Ponte Ferroviária do Farelo
A Ponte Ferroviária do Farelo, também conhecida por Ponte do Farelo ou Ponte da Ribeira do Farelo, é uma infraestrutura ferroviária da Linha do Algarve, que cruza a Ribeira do Farelo, no Município de Portimão, em Portugal.

## Descrição
A ponte localiza-se junto à aldeia da Figueira, na freguesia de Mexilhoeira Grande.[carece de fontes?] Transporta uma via única, em bitola ibérica. O tabuleiro, em betão armado, apresenta cerca de 24 m de comprimento, sendo suportado por duas cabeceiras com 5 m de extensão, totalizando aproximadamente 34 m. Tanto o tabuleiro como as cabeceiras apresentam uma largura aproximada de 6 m.[carece de fontes?]

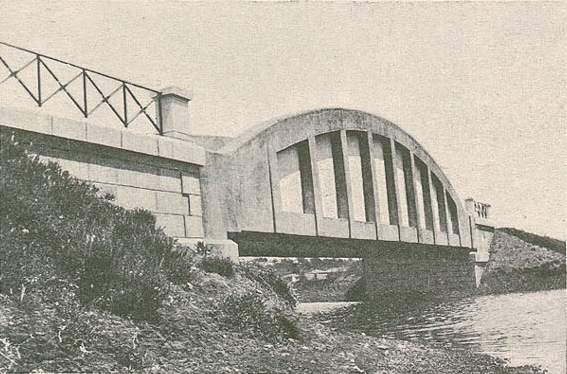
Ponte do Farelo, na década de 1910

## História
Já no anteprojecto para o lanço da linha férrea entre a estação original de Portimão, na margem oriental do Rio Arade, e Lagos, elaborado pelo engenheiro António da Conceição Parreira e concluído em 20 de Março de 1899, se fazia referência à Ponte do Farelo.
A ponte foi concluída em 1913, tendo sido considerada como um marco importante na história do betão armado em Portugal. Porém, o lanço em que se situa só foi inaugurado em 30 de Julho de 1922, sendo então conhecido como Ramal de Lagos. Em 1992, este lanço foi integrado na Linha do Algarve.